# إنريكي كاستيلو
إنريكي كاستيلو (بالإنجليزية: Enrique Castillo)‏ مواليد 10 ديسمبر 1949 في كاليكسيكو، الولايات المتحدة، هو ممثل ومخرج أمريكي بدأ مسيرته الفنية سنة 1973.

## الأعمال
- الرجل الأخضر الخارق (1980) (بدور: لاري / آندي)
- ذا والتونز (1980)
- ملروس بليس (1995) (بدور: ريكاردو لوبيز)
- هجوم المريخ! (1996)
- ممسوس بملاك (2000) (بدور: كارلوس جيمينيز)
- آنجل (2002)
- ديجا فو (2006)
- ويدز (2008) (بدور: سيزار (2008–2012))

## روابط خارجية
- إنريكي كاستيلو على موقع IMDb (الإنجليزية)
- إنريكي كاستيلو على موقع قاعدة بيانات الفيلم (الإنجليزية)